# Korda János (mérnök)
Korda János (Budapest, 1929. augusztus 6. – Budapest, 2018. május 14.) címzetes egyetemi tanár, építőmérnök.

## Életpályája
Mérnöki diplomáját a Budapesti Műszaki és Gazdaságtudományi Egyetemen szerezte meg 1952-ben. 1951–1959 között tanársegéd volt a Mérnökkari Mechanika Tanszéken. 1959–1960 között a Hídépítő Vállalat építésvezetője volt. 1960–1968 között az Iparterv tartószerkezeti szakosztály vezetője volt. 1967–1970 között az ÉMI tudományos osztályvezetője lett. 1970–1989 között az Általános Épülettervező Vállalat osztályvezetője, majd vállalati főstatikusa volt. 1989 decemberében nyugdíjba ment.
1989–1997 között a Mérnöki Kamara (egyesület) alelnöke volt. 1997–2009 között a Magyar Mérnöki Kamara (köztestület) alelnöke volt.
Budapesti Műszaki és Gazdaságtudományi Egyetemen rendszeres oktató tevékenység meghívott előadóként.

## Elismerései, díjai
- A Munka Érdemrend ezüst fokozata[1]
- Zielinski Szilárd-díj (2002)[1]
- BME tiszteletbeli tanára (2003)[1]
- Mérnök Újságíró díj (2004)[1]
- A Magyar Köztársasági Érdemrend lovagkeresztje polgári tagozat: 2007. augusztus 20.[3]